# Logaritmo integral

O gráfico da lunção logaritmo integral.

Em matemática, a função logaritmo integral é definida pela integração do inverso multiplicativo do logaritmo natural:
{\displaystyle {\rm {li}}(x)=\int \limits _{0}^{x}{\frac {1}{\ln(t)}}\,{\text{d}}t\;.}
Esta expressão faz sentido para 0 ≤ x < 1; para valores x > 1, a função é calculada como o limite:
{\displaystyle {\rm {li}}(x)=\lim _{\varepsilon \to 0}{\Big (}\int \limits _{0}^{1-\varepsilon }{\frac {1}{\ln(t)}}\,{\text{d}}t+\int \limits _{1+\varepsilon }^{x}{\frac {1}{\ln(t)}}\,{\text{d}}t{\Big )}\;.}